# غاري واتسون (لاعب كريكت)
غاري واتسون (بالإنجليزية: Gary Watson)‏ (3 أكتوبر 1944 في جنوب أفريقيا - ) هو لاعب كريكت جنوب أفريقي. لعب مع Gauteng (cricket team) ‏.

## وصلات خارجية
- غاري واتسون على موقع إي آس بي آن كريك إنفو (الإنجليزية)